# John Eisenmann

Steagul statului Ohio al Statelor Unite ale Americii.

John Eisenmann a creat steagul statului american Ohio în 1902, unul din foarte puținele steaguri ne-dreptunghiulare ale lumii.  Forma specială a steagului Ohio se numește în engleză burgee.